# Jean Planson
Pour les articles homonymes, voir Planson.
Jean Planson ou Jehan Planson est un compositeur et un organiste parisien né vers 1559 (probablement à Paris) et mort après 1611. Il n’a jamais travaillé en lien avec la cour de France.

## Biographie
Il se marie avant 1579 avec Catherine Maboud ; il a d’elle deux fils, Jean, baptisé le 3 mars 1579 (sa marraine est fille d’un corneur du roi), puis Pierre, baptisé le 18 mars 1581 (ses parrains sont un organiste et un facteur d’orgue), et une fille, Madeleine, baptisée le 10 février 1583, dont les marraines sont toutes deux filles de facteurs d’instruments. Il a demeuré d’abord paroisse Saint-Paul, puis paroisse Saint-Jacques-la-Boucherie.
Planson est nommé organiste de l'église collégiale Saint-Germain-l'Auxerrois à Paris le 8 juillet 1575. Toutefois il y est remplacé dès décembre par Jean Lesecq sans qu’on sache pourquoi. Il tient ce poste jusqu’en 1578 au moins.
En 1578, il concourt au puy de musique d’Évreux ; il y gagne le prix de la harpe d'argent pour son motet à cinq voix Aspice Domine (publié en 1583), ainsi que le prix du Triomphe de Cécile (rarement attribué) pour sa chanson à 7 voix sur le sonnet Ha, Dieu que de filetz (idem).
Il est encore connu comme organiste de l’église Saint-Sauveur à Paris de 1586 à 1588 ; c’est peut-être lui le « Jehan Pinson » âgé de 53 ans et demeurant rue Saint-Jacques qui marie son fils Jacques le lundi 27 février 1612.

## Œuvres
Les compositions profanes de Planson ont subi l’influence des compositeurs de l’Académie de poésie et de musique, tels Joachim Thibault de Courville, Fabrice Marin Caietain ou Claude Le Jeune. Elles sont syllabiques et homophoniques, avec la mélodie au dessus, et des phrases courtes. Les textes sur lesquels il compose sont surtout inspirés de la mouvance pastorale, illustrée par Rémy Belleau, Siméon-Guillaume de La Roque et Jean Bertaut. La plupart d’entre eux ont été publiés plus tard dans un recueil poétique sans musique en 1597, plusieurs fois réédité.

### Musique spirituelle

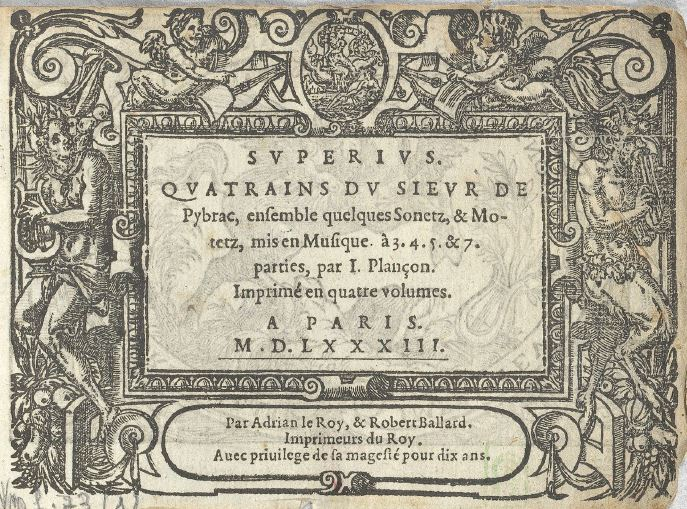
J. Planson - Quatrains de Pibrac, 1583. Page de titre (Gallica)

- Quatrains du sieur de Pibrac, ensemble quelques sonetz et motetz mis en musique à 3, 4, 5 et 7 parties par I. Plançon. – Paris : Adrian Le Roy et Robert Ballard, 1583. 4 vol. 8° obl. RISM PP 2509a, Lesure 1955 n° 260. Numérisé sur Gallica.

Outre 19 quatrains de Pibrac à 3, 4 ou 5 voix, contient 7 sonnets à 4 voix (dont 5 sur des textes de Rémy Belleau), un à 7 voix et 6 motets à 5 ou 5 voix.

### Musique profane

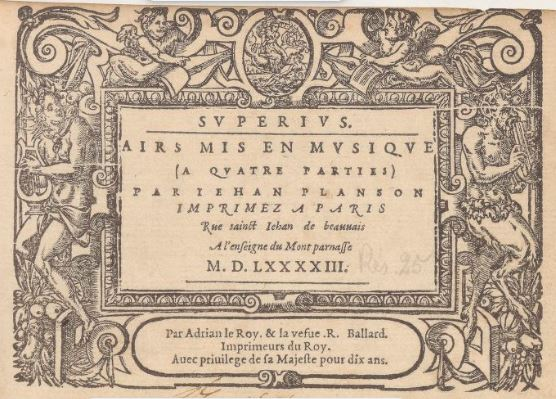
J. Planson - Airs mis en musique, 1593. Page de titre (Gallica)

- Airs mis en musique à quatre parties par Jean Planson parisien, tant de son invention que d’autres musiciens. – Paris : Adrian Le Roy et Robert Ballard, 1587. 4 vol. 8° obl. RISM P 2507, Lesure 1955 n° 293. Numérisé sur Gallica.

Contient 38 airs à 4 voix, dont 3 sur des vers de Jean Bertaut. Dédicace à Claude Louvet, amateur de musique dans laquelle il déclare vouloir publier d’autres choses sur « autre sujet plus grave que cestuy-ci ». Édition rééditée à trois reprises en 1588 (RISM PP 2507a), 1593 (P 2508) et 1595 (P 2509). Édition moderne par Henry Expert et André Verchaly, Paris, 1966.
Trois des airs sont mis en tablature pour voix et luth dans le Novum pratum musicum d’Emanuel Adriaenssen (1592) ; un autre pour luth seul dans le Thesaurus harmonicus de Jean-Baptiste Besard (1603). L’air Amour n’a point ses ailes se retrouve avec un accompagnement pour luth dans un manuscrit allemand. Un autre air est transformé en contrafactum spirituel dans La Pieuse alouette (1619).
Les airs de Planson se répartissent entre des inspirations amoureuses , en « mesure d’air », et des mouvances plus populaires et légères, en « forme de vaudeville ».
Planson a aussi publié deux chansons à 4 voix chez Le Roy et Ballard dans leur Vingt-quatrième livre d’airs et de chansons (RISM 15839). On lui attribue également l’harmonisation de sept mélodies pour une fête de la Confrérie de Saint-Julien des ménestriers en 1587.